# Стэффорд, Келли
Келли Стэффорд (англ. Kelly Stafford, родилась 10 апреля 1978 года в Стивенидже, Великобритания) — английская порноактриса. Возможно, самые известные роли за её профессиональную порнокарьеру — работы совместно с Рокко Сиффреди.

## Биография
Она дебютировала в возрасте 19 лет, в 1997 году, в фильме «Европейский мясной рынок 1: Лондонский жаровня», в котором появилась, исполняя стриптиз во вступлении. Её первый секс (мастурбация) состоялся в том же году, в фильме «Частные фантазии Рокко 2», хотя она не будет участвовать в сценах с пенетрацией до следующего года. На протяжении всей своей карьеры она регулярно работала с актёром и режиссером Рокко Сиффреди. За свою карьеру она получила три награды AVN. Она также сняла два фильма, в которых приняла участие: «Путь Келли к любви» (2001) и «Рокко в Лондоне» (2002). Она вышла на пенсию в 2007 году, родив ребенка и сняв почти двадцать фильмов.
В 2017 году она вернулась в порно с фильмом «Рокко и Келли: секс-аналитики»4, после чего сняла ещё два фильма в 2018 и 2019 годах.
Келли всегда отличалась практическим отсутствием табу в сексуальных практиках, которые она демонстрирует на экране, до такой степени, что её несколько раз определяли как женскую версию самого Рокко Сиффреди. На протяжении всей её карьеры её могли видеть в ролях, в которых она демонстрировала подчинение (по отношению к мужчинам) и доминирование (по отношению к женщинам). Она практиковала мастурбацию, в том числе ногами, минет, куннилингус, римминг, анальные и вагинальные проникновения, двойное проникновение, золотой дождь, фистинг, А2М или порку, а также лесбийские сексуальные практики, с особым упором на эякуляцию на ней (включая жемчужные воротники), обмен спермой или фельчинг. Она участвовала во множестве сцен эксгибиционизма и публичного секса, а также буккакэ, оргиях и т. д. Аналогичным образом, хотя и в разном количестве, её партнерами были мужчины, женщины и транссексуалы.

## Награды и номинации
- 2000 XRCO Award — Best Anal Or D.P. Sex Scene — When Rocco Meats Kelly 2[1]
- 2000 AVN Award — Best Sex Scene in a Foreign Shot Production — When Rocco Meats Kelly 2[2]
- 2002 AVN Award — Best Couples Sex Scene (Video) — with Rocco in Rocco’s Way To Love[2]
- 2008 AVN Award — Best Sex Scene in a Foreign-Shot Production-10-person group scene in Furious Fuckers Final Race[3]